# Grande Lisboa

Kaart met de ligging van Grande Lisboa in Portugal.

Grande Lisboa (Groot-Lissabon) is de grootste Portugese NUTS 3-regio in de regio Lissabon en ook een metropolitane gemeenschap. Het is tevens een metropolitane Hierbij hoort (vanzelfsprekend) de hoofdstad Lissabon. Het gebied is 1.048 km² groot en heeft meer dan 2 miljoen inwoners. 

## Gemeenten
Het gebied omvat de volgende 9 gemeenten:
- Amadora
- Cascais
- Lisboa
- Loures
- Mafra
- Odivelas
- Oeiras
- Sintra
- Vila Franca de Xira

De grootste steden in het gebied zijn: Lissabon (564.647 inwoners), Amadora (176.000 inwoners), Algueirão - Mem Martins (103.000 inwoners), Agualva-Cacém (120.000 inwoners) en Odivelas (79.000 inwoners).